# Аскеланд, Кристиан
Кристиа́н Аскела́нд (англ. Christian Askeland) — американский библеист, коптолог и папиролог. Один из авторов «Раутледжского словаря древних средиземноморских религий» и «Энциклопедии истории древности».

## Биография
В 1998 году получил бакалавра гуманитарных наук summa cum laude по классическим языками и литературе и древней истории во Флоридском университете; в 2000 году там же магистра гуманитарных наук по классическим языками и литературе и древней истории.
В 1998–2000 годах преподавал латинский язык во Флоридском университете.
В 2001–2004 годах — сотрудник отделения InterVarsity Christian Fellowship в Лейк-Форрестском колледже.
В 2004 году получил магистра богословия в Троицкой евангелической школе богословия.
В 2005–2006 годах — ассистент-профессор Южного уэслианского университета.
В 2007 году получил магистра теологии по библейской теологии в Абердинском университете.
В 2011 году получил доктора философии по Новому Завету в Кембриджском университете.
В 2011–2014 годах — научный сотрудник Церковного университета Вупперталь — Вефиль.
В 2014–2016 года — ассистент-профессор-исследователь первоистоков христианства Иллинойского уэслианского университета.
Жил в Оклахома-Сити, с 2020 года живёт в Юконе. Женат и отец троих детей.

## Научная деятельность
В 2012 году, после проведения в Риме X Международного конгресса коптологов на котором профессор Гарвардской школы богословия Карен Кинг, специалист по гностицизму, впервые представила отрывок папируса получивший название «Евангелие от жены Иисуса», выступил одним из первых критиков подлинности данного документа, приведя веские научные доказательства в пользу его поддельности.
В 2012–2017 годах участвовал в проекте Университета Осло и Европейского исследовательского совета «Новые контексты старых текстов: неортодоксальные тексты и монашеская рукописная культура в Египте IV—V веков», направленном на переосмысление библиотеки Наг-Хаммади и сопутствующих рукописей относительно их позднейшего окружения. В частности, он занимался созданием базы данных соответствующих изображений и записей, начиная с Берлинского гностического кодекса.
С 2014 года является членом Международного проекта по греческому Новому Завету, занимающегося изданием Нового Завета на греческом языке. В 2009–2015 годах в рамках этого же проекта руководил подготовкой электронного издания пяти коптских переводов Евангелия от Иоанна.

## Отзывы
Востоковед-коптолог А. А. Рогожина считает, что Аскеланд «один из ведущих специалистов по раннехристианским текстам и специалист именно по коптским текстам».

## Научные труды

### Монографии
- Askeland C. John's gospel: the Coptic translations of its Greek text. ANTF 44. — Berlin: de Gruyter, 2012.
- Askeland C. John’s Apocalypse in Sahidic: an eclectic text with commentary. 2021.
- Askeland C. Gnosis and the Bible. Ancient Literature for New Testament Studies, vol. 8. Ed. Craig Evans and Grant Macaskill. — Grand Rapids: Zondervan[англ.], 2021.

### Статьи
- Askeland C. Jan Krans. Beyond what is written: Erasmus and Beza as conjectural critics of the New Testament. Leiden: Brill, 2006 // Bulletin for Biblical Research[англ.] 18.2 (2008): 386–388.
- Askeland C. Thomas Kraus and Tobias Nicklas, eds. New Testament manuscripts: their texts and their world. Leiden: Brill, 2006 // Bulletin for Biblical Research[англ.] 18.1 (2008): 147–148.
- Askeland C. April DeConick. The thirteenth apostle: what the gospel of Judas really says, 1st ed. London: Continuum, 2007 // Journal of European Theology 17.2 (2008): 177–178.
- Askeland C. Martin Mosse. The three gospels: New Testament history introduced by the synoptic problem. Milton Keynes: Pater Noster, 2007 // Bulletin for Biblical Research[англ.] 19.3 (2009): 441–442.
- Askeland C. Iain Gardner. Kellis literary texts, vol. 2. Oxford: Oxbow, 2007 // Journal of Religious History[англ.] 33.1 (2009): 108–110.
- Askeland C. Jörg Rüpke, ed. Gruppenreligionen im römischen Reich: Sozialformen, Grenzziehungen und Leistungen. Tübingen: Mohr Siebeck, 2007 // Bulletin for Biblical Research[англ.] 19.4 (2009): 623–625.
- Askeland C. Josep Rius-Camps and Jenny Read-Heimerdinger. The message of Acts in Codex Bezae:, vol. 3. London: T&T Clark 2007 // Bulletin for Biblical Research[англ.] 19.4 (2009): 612–614.
- Askeland C. David Parker. Manuscripts, texts, theology: collected papers 1977–2007. Berlin: de Gruyter, 2009 // Bulletin for Biblical Research[англ.] 20.4 (2010): 598–599.
- Askeland C. Martin Hengel. Studien zum Urchristentum: kleine Schriften VI. Tübingen: Mohr Siebeck, 2011 // Bulletin for Biblical Research[англ.] 20.3 (2010): 461–462.
- Askeland C. Roger S. Bagnall, ed. The Oxford handbook of papyrology. OUP, 2009 // Bulletin for Biblical Research[англ.] 21.3 (2011): 436–438.
- Askeland C. Thomas J. Marinello & H. H. Drake Williams III, eds. My brother’s keeper: essays in honor of Ellis R. Brotzman. Eugene, OR: Wipf and Stock, 2010 // Bulletin for Biblical Research[англ.] 21.2 (2011): 286–288.
- Askeland C. Stanley E. Porter & Mark J. Boda, eds. Translating the New Testament: text, translation, theology. Grand Rapids: Eerdmans, 2009 // Bulletin for Biblical Research[англ.] 21.1 (2011): 135–136.
- Askeland C. ‘Sahidic Name List with Numbers’ with Franziska Naether in Monika Hasitzka etal., eds. // Koptische dokumentarische und literarische Texts, CPR 31. Berlin: de Gruyter, 2011, 49–54.
- ed., ‘The Achmimic, Fayumic, Middle Egyptian and Middle Egyptian Fayumic versions of John’s gospel.’ Brice Jones, Elina Pertillä, Alin Suciu[англ.], contrs. in The gospel according to John. — Birmingham: International Greek New Testament Project[англ.], 2012.
- Askeland C. Karlheinz Schüssler, ed. Biblia Coptica: die koptischen Bibeltexte. vol. 4, fasc. 3 (sa 673–720). Wiesbaden: Harrassowitz, 2010 // Bulletin of the American Society of Papyrologists 49 (2012): 335–338.
- Askeland C. Martin McNamara. Targum and New Testament: collected essays. Tübingen: Mohr Siebeck, 2011 // Bulletin for Biblical Research[англ.] 22.3 (2012): 436–438.
- ‘The Coptic versions of the New Testament’ // Bart D. Ehrman and Michael W. Holmes[англ.], eds. The text of the New Testament in contemporary research: essays on the status quaestionis, 2nd ed. Leiden: Brill, 2012, 201–230.
- Askeland C. Conleath Kearns, etal. The expanded text of Ecclesiasticus: its teaching on the future life as a clue to its origin. Berlin: de Gruyter, 2011 // Bulletin for Biblical Research[англ.] 23.2 (2013): 125–126.
- Askeland C. Fernando Bermejo Rubio, ed. El Evangelio de Judas: texto bilingüe y comentario. Salamanca: Sígueme, 2012 // Journal of Coptic Studies 16 (2014): 279–281.
- Askeland C. ‘A fake Coptic John and its implications for the 'Gospel of Jesus's Wife'’ // Tyndale Bulletin[англ.] 65.1 (2014): 1–10.
- Askeland C. ‘A Lycopolitan forgery of John's gospel’ // New Testament Studies[англ.] 61.2 (2015): 314–334.
- ‘The Sahidic Apocalypse tradition in early Islamic Egypt” // Studien zum Text der Apokalypse. ANTF 47. / Martin Karrer[нем.], Marcus Sigismund, eds. — Berlin: de Gruyter, 2015.
- ‘The Sahidic Apocalypse and its Greek Vorlage’ // The Proceedings of the Tenth International Congress of Coptic Studies, Rome 2012. / Paola Buzi, Alberto Camplani, eds. — Louvain: Peeters, 2016.
- Askeland C. Lincoln H. Blumell & Thomas A. Wayment, eds. Christian Oxyrhynchus: Texts, Documents, and Sources. Baylor University Press, 2016 // Journal of Early Christian Studies[англ.] 25:4 (2017): 640–642.
- Askeland C. ‘An Eclectic Edition of the Sahidic Apocalypse of John’ // Studien zum Text der Apokalypse II. ANTF 49. / Marcus Sigismund and Darius Marcus, eds. — Berlin: de Gruyter, 2017.
- ‘Dating early Greek and Coptic literary hands’ // The Nag Hammadi Codices and Late Antique Egypt. / Hugo Lundhaug and Lance Jenott, eds. — Tübingen: Mohr Siebeck[англ.], 2018.
- ‘A Coptic Papyrus without John 21?’ // The New Testament in Antiquity and Byzantium. ANTF 52. / H.A.G. Houghton, David C. Parker & Holger Strutwolf, eds. — Berlin: de Gruyter, 2019.
- ‘On the history of the Alexandrian majuscule’ Comparative Oriental Manuscript Studies Bulletin 6.2 (2020 forthcoming).
- ‘Gnosticism: an artificial and incoherent category’ Judaïsme Ancien - Ancient Judaism 7 (forthcoming 2020).

### Энциклопедии и словари
- Askeland C. ‘New Testament, Coptic translations of’ // Encyclopedia of Ancient History. / Roger Bagnall, Kai Brodersen, Craige Champion, Andrew Erskine and Sabine Huebner[англ.], eds. — Oxford: Wiley-Blackwell, 2012.
- Askeland C. ‘Coptic Christianity’ and ‘Coptic (language)’ // Routledge Dictionary of Ancient Mediterranean Religions. / Eric Orlin, Lisbeth Fried, Michael Satlow and Jennifer Knust[англ.], eds. — New York: Routledge, 2015.
- Askeland C. ‘Coptic Paleography’ with Julien Delhez in Russell Fuller & Armin Lange // The Textual History of the Bible, vol. 3: A Companion to Textual Criticism. — Leiden: Brill Publishers, 2020.

## Награды
- Премия Международной коптологической ассоциации за научные успехи (2012)[1]